# The Covent-Garden Journal
Vous lisez un « bon article » labellisé en 2015.
The Covent-Garden Journal (également écrit sans tiret : The Covent Garden Journal), fondé le 4 janvier 1752, fut une publication périodique éphémère, surtout littéraire, éditée à Londres deux fois par semaine pendant la majeure partie de cette année. Il était presque entièrement financé par le dramaturge, essayiste et romancier Henry Fielding sous le pseudonyme de Sir Alexander Drawcansir, Knt. Censor of Great Britain (« Sir Alexander Drawcansir, chevalier, censeur de la Grande-Bretagne »). Le magazine cessa ses publications le 25 novembre et, de ce fait, fut le dernier magazine de Fielding, qui mourut le 8 octobre 1754.
La première originalité de cette entreprise journalistique est que, contrairement aux autres (Common Sense, The Champion, The History of Our Own Times, The True Patriot, Jacobite's Journal), elle n'était attachée à aucune cause politique. En revanche, et c'est là sa deuxième originalité, elle avait une vocation commerciale puisque destinée à promouvoir le Universal Register Office, à la fois bureau de recrutement, agence immobilière et magasin d'antiquités, dans lequel Fielding et son demi-frère John étaient associés. Sans doute Andrew Millar, qui avait publié tous les romans de Fielding, avait-il lui aussi des parts dans l'entreprise.
La facture de la revue ne diffère guère de celle de ses prédécesseurs : même format de quatre pages, un article de fond ou une lettre émanant d'un contributeur, puis une plus petite colonne consacrée à Covent Garden, en général relayant les affaires judiciaires traitées par Fielding dans l'intervalle des numéros, suivie de quelques nouvelles trouvées dans d'autres journaux, souvent assorties d'un commentaire ironique ; enfin, au moins dans dix-sept des soixante-douze numéros, une page intitulée Court of Censorial Enquiry. Selon Bertrand A. Goldgar, la plus remarquable de toutes ces rubriques est celle dite Covent Garden, car Fielding met toute son ironie à traiter des cas individuels, tout en essayant de se donner une image de bon juge de paix, et s'en sert comme tribune éditoriale pour discuter de délinquance et de criminologie.
Fielding se veut aussi censeur et sous son pseudonyme aux allures bravaches emprunté à La Répétition (The Rehearsal, 1671), de Buckingham, pièce satirique visant John Dryden, il se donne un ample champ d'exploration, politique, social, judiciaire et littéraire. Son premier acte de défiance fut à l'origine d'une violente bataille dite « du papier ». D'autres controverses surgirent ensuite et il semble que le public commença à se lasser. Dès le milieu de l'été, les ventes ayant chuté, le magazine ne parut qu'une fois par semaine, et le 25 novembre, Fielding, malade, annonça la fin de l'aventure en déclarant qu'il entendait dorénavant se consacrer à la révision de ses œuvres et non plus à « correspondre avec les plus joyeuses muses »,.

## Gestation du journal

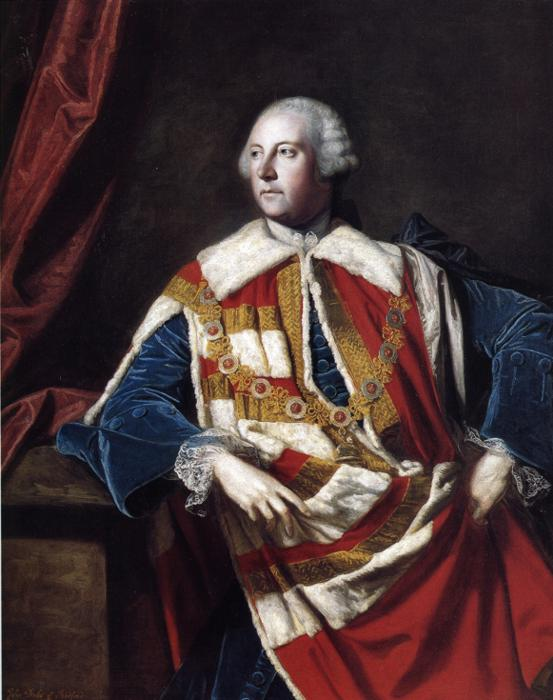
Le duc de Bedford, auteur du canular intitulé The Covent-Garden Journal.

The Covent-Garden Journal connaît des balbutiements deux ans avant sa véritable naissance. En effet, ce titre est d'abord utilisé le 5 décembre 1749 par un pamphlet publié en format journal de la manière suivante : « The Covent-Garden Journal. No 1. To be published Once every Month during the present Westminster Election by Paul Wronghead, of the Fleet, Esq. » (« The Covent-Garden Journal. no 1, à paraître une fois par mois pendant l'élection en cours pour le parlement de Westminster, par Paul Wronghead, Esq. de la Fleet »). Le nom de ce rédacteur fictif constitue, avec la saillie ironique nichée dans le nom « Wronghead » (Tête mal faite), une pointe dirigée contre le poète polémiste Paul Whitehead (1710-1774), lequel ne doit pas être confondu avec son homonyme et contemporain, le poète lauréat William Whitehead (1715-1785).
La publication se présente alors sous la forme d'un mensuel ordinaire avec différentes rubriques comprenant un essai introductif et plusieurs colonnes consacrées aux affaires étrangères, aux questions intérieures et à la publicité. Le « journal » est publié par de faux éditeurs, T. Smith, R. Webb, and S. Johnson, et se présente comme étant la propriété de tous les habitants de Londres et de Westminster. On apprendra plus tard qu'il s'agissait d'un canular du duc de Bedford destiné à se moquer du baronnet Sir George Vandeput, candidat à un siège, et de ses fidèles.
Le véritable éditeur, Richard Francklin, en fait tirer 13 000 exemplaires les 5 et 6 décembre, dont un seul a pu être conservé. Bien que l'auteur ne soit pas connu, il existe de fortes présomptions, partagées à l'époque, qu'il ait été Henry Fielding en personne, ce que corroborerait, par exemple, une lettre écrite au nom du duc de Richmond et datée du 7 décembre 1749, dans laquelle on peut lire : « Ci-inclus un document généralement attribué à Mr Fielding, dont l'humour est, pour le moins, semblable au sien, et qui peut vous divertir ainsi que votre entourage »,. L'intervention de Fielding se serait limitée à l'introduction dans laquelle il prenait pour cible des conservateurs tels que Paul Whitehead, également visé dans le titre complet du pamphlet. Ce poète satirique mineur l'avait en effet anonymement attaqué et déversait ses opinions politiques dans la presse.
De fait, vers la fin 1751, peu avant la publication de son roman Amelia, Fielding commence à se préoccuper d'un prochain ouvrage littéraire et aussi de trouver un périodique à la fois susceptible de promouvoir le Universal Register Office (« Bureau des registres généraux ») qu'il gère avec son demi-frère John,, et où il exprimerait diverses opinions et autres considérations. C'est alors que, par allusion à l'ancienne publication, il donna à son périodique le même nom. The Covent-Garden Journal fut initialement prévu, selon la publicité faite dans le The Daily Advertiser, pour le 23 novembre 1751, mais la parution en fut repoussée à janvier en raison de certaines difficultés concernant celle d'Amelia.
À cette époque, Covent Garden était célèbre pour ses deux théâtres, mais passait surtout pour « le quartier chaud » de la capitale, où les filles étaient poétiquement appelées flower girls (« filles-fleurs ») par référence au marché des primeurs et fleurs qui s'y tenait depuis longtemps, ce que Fielding avait exploité presque vingt ans auparavant dans une pièce pseudo-tragique concernant deux filles-fleurs, The Covent-Garden Tragedy (1732).
Ainsi naquit The Covent Garden Journal de Henry Fielding.

## Les chroniques et essais de Fielding

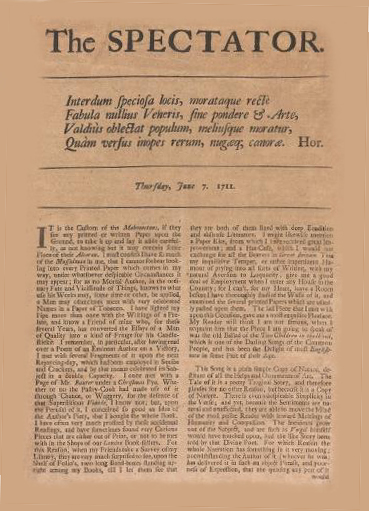
The Spectator, 7 juin 1717.
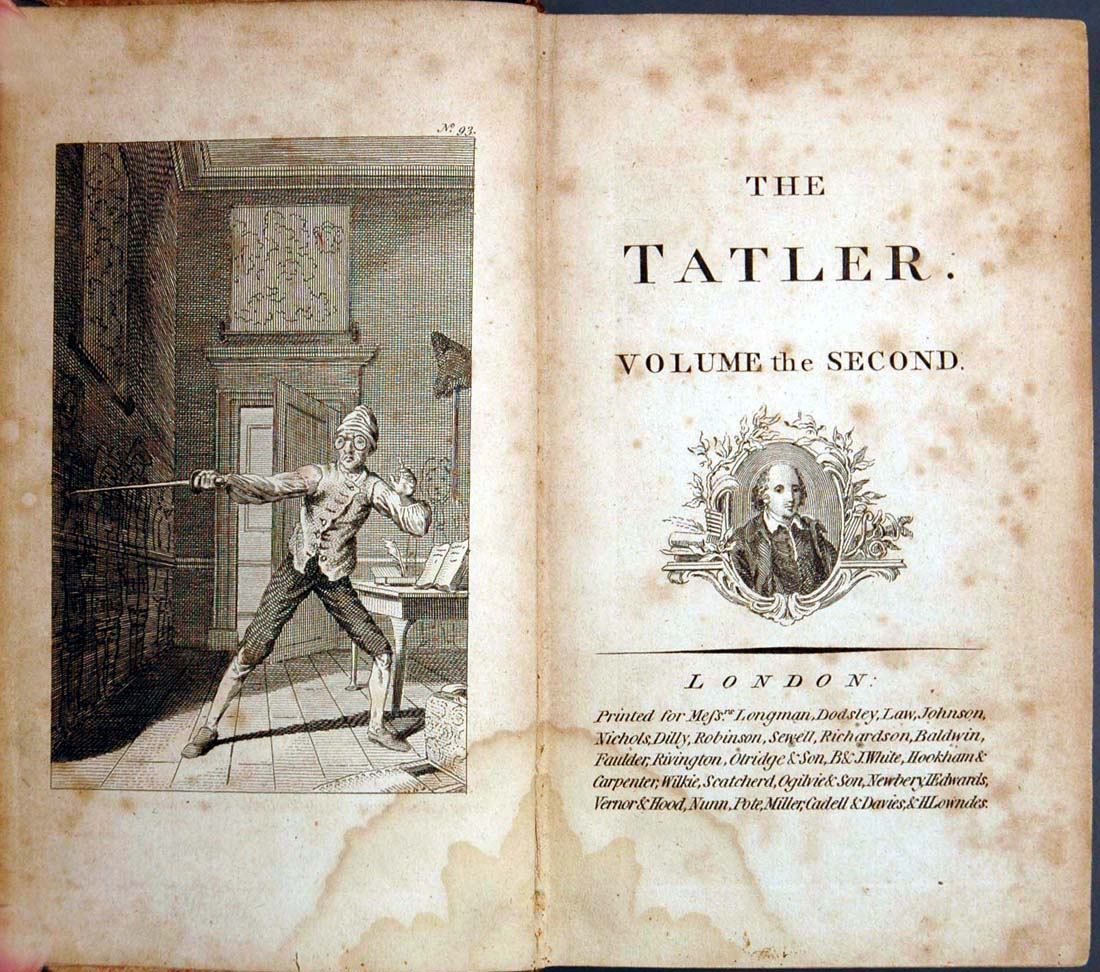
The Tatler
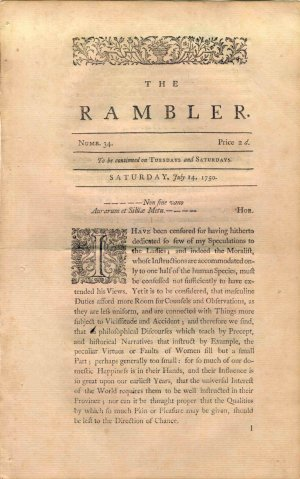
The Rambler (frontispice), juillet 1750.
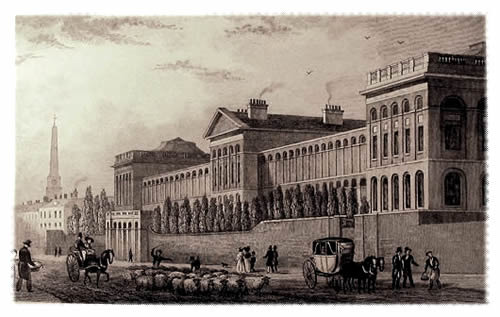
Hôpital psychiatrique Saint-Luc, Londres.
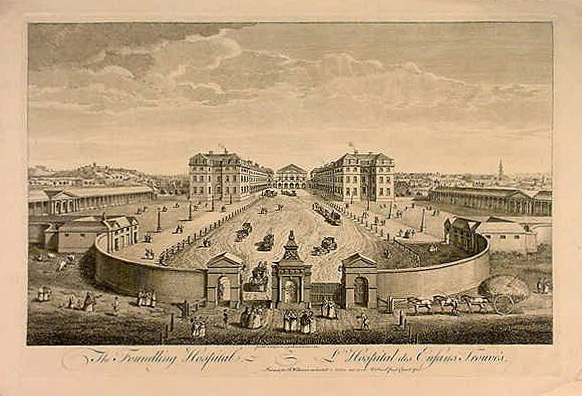
L'Hôpital des enfants trouvés, aujourd'hui démoli.

Le rôle de censeur que Fielding réservait à sa colonne Covent Garden a vite envahi les autres rubriques, y compris les éditoriaux. Ce n'est pas le Freeholder, uniquement politique, d'Addison qu'il prend comme modèle, mais les plus ambitieux Spectator et Tatler du même auteur associé à Richard Steele, qui couvrent l'actualité événementielle, sociale et intellectuelle en son entier. Cependant, sa réflexion s'appuie surtout sur le quotidien et préfère le détail concret à la généralisation abstraite, en totale opposition au Rambler de Samuel Johnson qui paraît la même année.
Il arrive qu'un événement précis rapporté par le magazine donne naissance à des essais développés, par exemple les deux que Fielding consacre aux insuffisances de la loi sur l'adultère, celui concernant l'affaire de la parricide Mary Blandy (1751),, surtout fondé sur la notion de « faux courage » (false gallantry). Autres articles importants : celui qu'il écrit sur une nouvelle loi destinée à la suppression des maisons de tolérance (bawdy houses), ce qui le conduit à une abondante correspondance avec un lecteur sur le thème de la prostitution, un autre réfléchissant au cas des accusés atteints de folie, ou encore une parodie burlesque sur la rigidité des règles d'admission à l'Hôpital psychiatrique Saint-Luc (St Luke's Hospital for Lunatics), fondé en 1751.
Les éditoriaux du Covent-Garden Journal tendent à se focaliser sur des problèmes de sociologie morale, avec des essais sur la pauvreté, les relations entre liberté et loi de la populace (mob rule), ou encore la mise en pratique d'idées politiques nées de cerveaux illettrés fréquentant les associations de débats contradictoires (debating societies). L'arme de Fielding est une ironie à la Swift, en contradiction, d'ailleurs, avec le scepticisme vis-à-vis de cette méthode proclamé en 1747 dans son Jacobite's Journal,. En revanche, la colonne intitulée Court (« La Cour ») se préoccupe davantage de littérature et de théâtre, mais ne s'étend que sur environ un tiers de l'espace du journal pendant ses quelques mois d'existence.
Toute cette activité est en accord avec la profession de foi publiée dans le cinquième numéro : « Quelque présomptueuse et fantaisiste que ma démarche puisse paraître, je suis suffisamment optimiste pour me destiner à servir les nobles intérêts de la religion, de la vertu et du bon sens par ces élucubrations »,, mais son premier geste s'avère plus belliqueux et, de propos délibéré, déclenche une polémique qui, très vite, va dégénérer en une mémorable bataille de beaux esprits.

## Les controverses
Les onze mois du journal sont secoués de controverses souvent très rudes, chacune provoquée par une initiative de Fielding. Dans la première, le journaliste prêchant la prudence comme vertu cardinale dans ses deux grands romans, se montre particulièrement imprudent et même provocateur ; dans la seconde, c'est le sujet abordé qui crée la polémique.

### «La guerre du papier» de 1752-1753

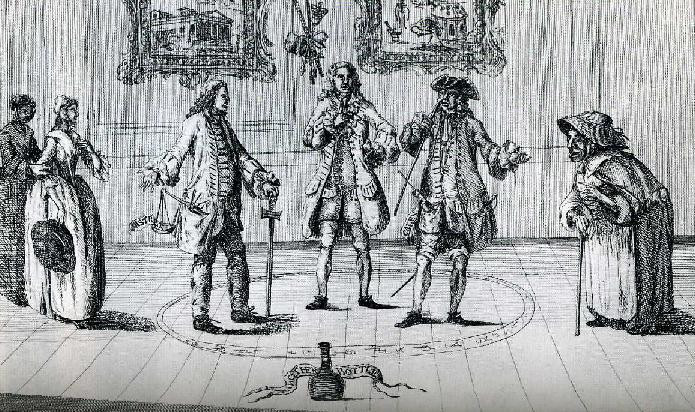
Les Conjurés (1753) ; au centre Fielding (à gauche) et John Hill (à droite).

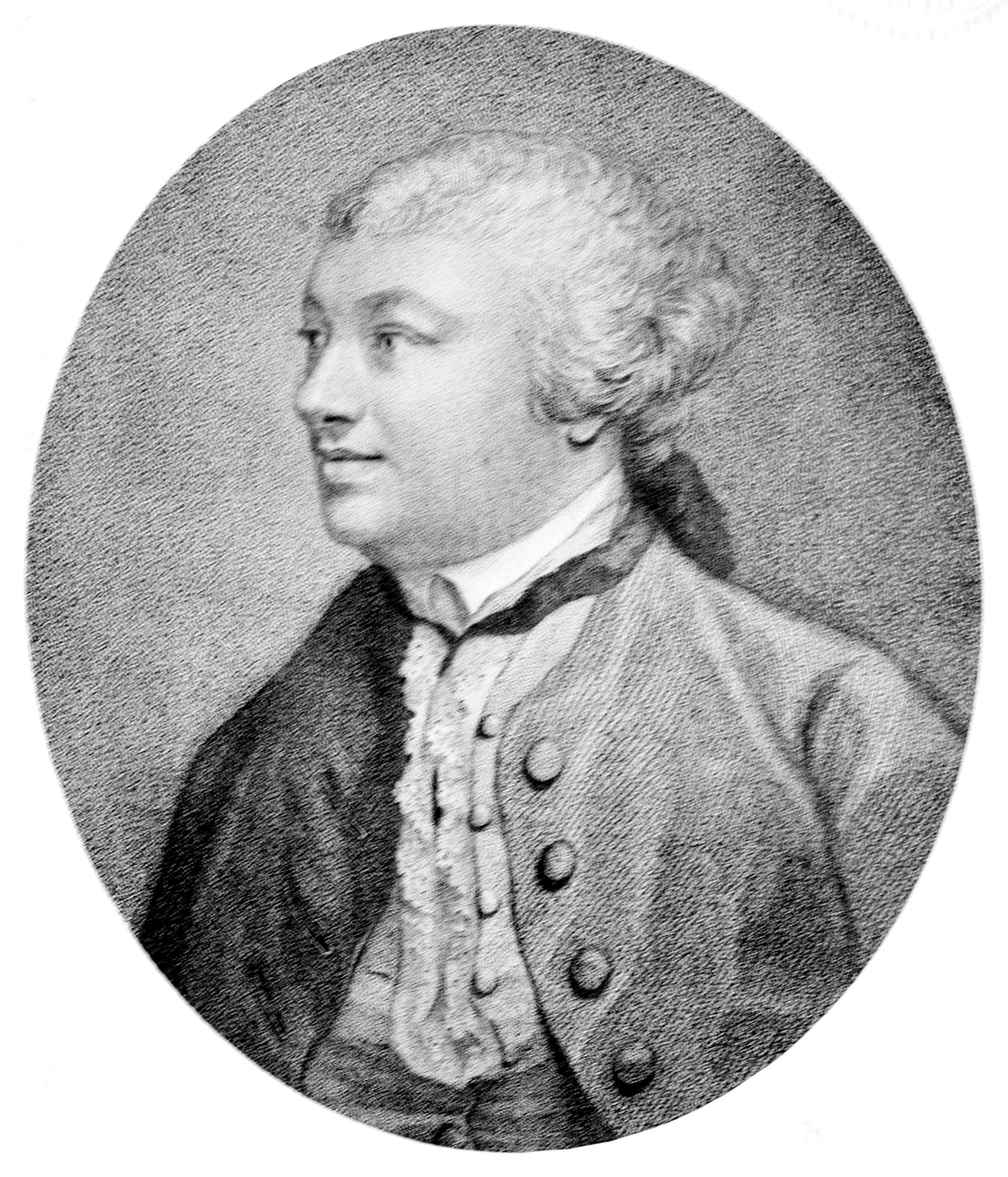
John Hill.

En effet, le Covent-Garden Journal est l'instigateur de la « Guerre du papier de 1752-1753 » (The Paper War of 1752-1753) qui oppose nombre de critiques et d'auteurs après que Fielding a violemment attaqué dès le premier numéro « les écrivaillons des armées de Grub Street »,, c'est-à-dire, selon le Dictionary de Samuel Johnson, « […] d'abord une rue […] habitée par des écrivains de médiocres histoires, dictionnaires et poèmes éphémères, […] production de mauvaise qualité dite de « grubstreet » »,,.Si cette bataille est d'abord menée à des fins commerciales pour stimuler les ventes et ne s'adresse qu'au seul John Hill, botaniste apothicaire et chroniqueur installé à proximité, la notoriété des participants, l'abondance des essais, poèmes, pamphlets qui lui est consacrée, la violence des débats surtout, font qu'elle dépasse de loin les intentions de Fielding et constitue l'un des événements les plus marquants de la vie littéraire de l'époque.
Fielding s'est comporté en garant de la République des Lettres contre les forces unifiées de Grub Street et certains écrivains, dont Tobias Smollett, se sentant visés, ont répondu vertement, parfois par des bordées d'injures. John Hill, il est vrai, à qui il s'adresse nommément, outre ses publications scientifiques, écrit des romans bravaches et pompeux, et ne se prive pas de railler ses confrères en lettres dans sa rubrique quotidienne, The Inspector, publiée par le London Daily Advertiser et la Literary Gazette. Lesdits confrères le lui rendent bien, Christopher Smart le moque dans son épopée pseudo-héroïque The Hilliad, et David Garrick lui décerne deux épigrammes, dont celle-ci, particulièrement cinglante :
« For physics and farces, his equal there scarce is; 
His farces are physic, his physic a farce is. »
« Pour la physique et les farces, il n'a guère son égal ;
Ses farces sont physiques, son physique est une farce »

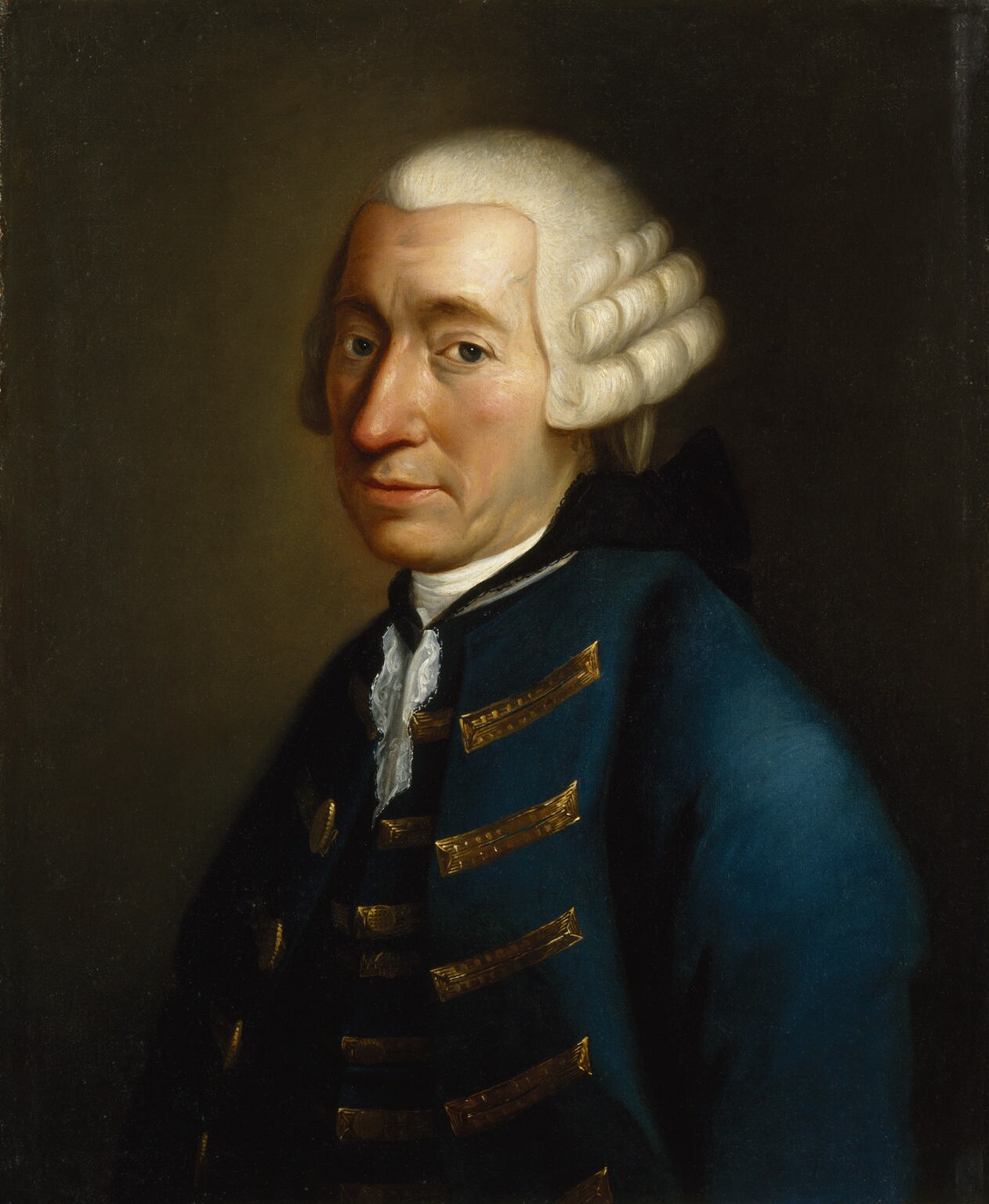
Tobias Smollett.

John Hill est le premier à répondre à Fielding en raillant son Amelia dont le Covent-Garden Journal ne s'était pas fait faute d'assurer la promotion. Alors s'engage une joute entre les deux hommes qui, par articles interposés, vilipendent leurs œuvres respectives. C'est le 15 janvier que Smollett intervient en publiant vingt-huit pages ravageuses dans un pamphlet intitulé « Récit fidèle des basses et inhumaines techniques récemment pratiquées sur le cerveau de Habbakuk Hilding, juge de paix, […] qui repose désormais dans sa maison de Covent Garden dans un état de folie avancée, terrifiant monument à la fausse amitié et à la tromperie »,. L'attaque contre Fielding (Habbakuk Hilding) est vicieuse, l'accusant de vol, de plagiat, de conduite scandaleuse, de lubricité, et se gaussant de son mariage avec Mary Daniels ; elle insinue enfin que le périodique de Fielding n'a été créé qu'à des fins politiques pour promouvoir les ambitions de George Lyttelton.
C'est donc Fielding qui se trouve bientôt à la peine et se débat pour se justifier ; finalement, lassé par le tour trop personnel de la polémique, il décide de s'en soustraire et finit peu glorieusement au bout de cinq numéros par s'extirper du piège qu'il s'est lui-même tendu. La guerre continue sans lui avec des écrivains comme Christopher Smart, William Kenrick et Arthur Murphy, pour s'éteindre en 1753, sans que personne puisse se prévaloir de la victoire.

### L'affaire Meanwell
En 1749, un jugement prononcé par Fielding en tant que juge de paix donne naissance à la rumeur selon laquelle il est payé pour prendre la défense des bordels. Trois années plus tard, une lettre émanant d'un certain Humphry Meanwell, présente certaines objections à la loi dite Disorderly House Act (25 Geo. II, c. 36), censée supprimer les maisons closes et les prostituées du territoire de la Grande-Bretagne, et pose la question de savoir si l'Hôpital des enfants trouvés (Foundling Hospital) n'est pas destiné à recueillir les fruits des amours illicites des grands du royaume,. Le public ne tarde pas à soupçonner Fielding d'en être l'auteur, d'autant qu'il la publie le 22 juin dans la colonne Covent Garden de son périodique, assortie d'un commentaire très favorable : « La lettre suivante adressée au juge de paix par une main anonyme nous a été transmise, et bien qu'elle aille sans doute un peu trop loin sur certains points, je la crois dans l'ensemble tout à fait raisonnable et digne d'être portée à l'attention du public »,,.
Fielding revient sur l'affaire dans le Covent-Garden Journal du 1er août où il publie un commentaire ironique prétendant que la rumeur l'a rendu fort populaire auprès des prostituées ; puis il ajoute un paragraphe se voulant moralisateur, mais contenant une nuance de compassion :
« Prostitutes are the lowest and meanest, so are they the basest, vilest, and wickedest of all Creatures. It is a trite Observation, that when a Woman quits her Modesty, she discards with it every other Virtue. To extend this to every frail Individual of the Sex, is to carry it too far; but if it be confined to those who are become infamous by public Prostitution, no Maxim, I believe, hath a greater Foundation in Truth, or will be more strongly verified by Experience. »
« Les prostituées sont les plus basses, les plus indignes, et les plus viles et maléfiques de tous les êtres de la création. Il est banal de souligner que lorsqu'une femme fait fi de sa pudeur, ses autres vertus la quittent par la même occasion. Élargir cette observation à toutes les fragiles représentantes du sexe serait pourtant aller trop loin, mais l'appliquer à celles-là seules qui ont perdu leur réputation en se livrant à la prostitution publique, apparaît comme une réflexion tout-à-fait fondée sur la vérité et vérifiée par l'expérience. »
Selon Martin C. Battestin, Fielding laisse entendre qu'en dépit de son opposition à la prostitution, il n'est pas insensible au sort des femmes qui en sont victimes et qu'il leur témoigne la même sollicitude que celle dont il a fait preuve dans ses romans à l'égard des plus pauvres. Bertelsen, lui, y décèle « une fascination rampante pour le plus vieux métier du monde […] oscillant entre l'indignation et la sympathie, l'humour et la lubricité »,.

## Fin de la publication

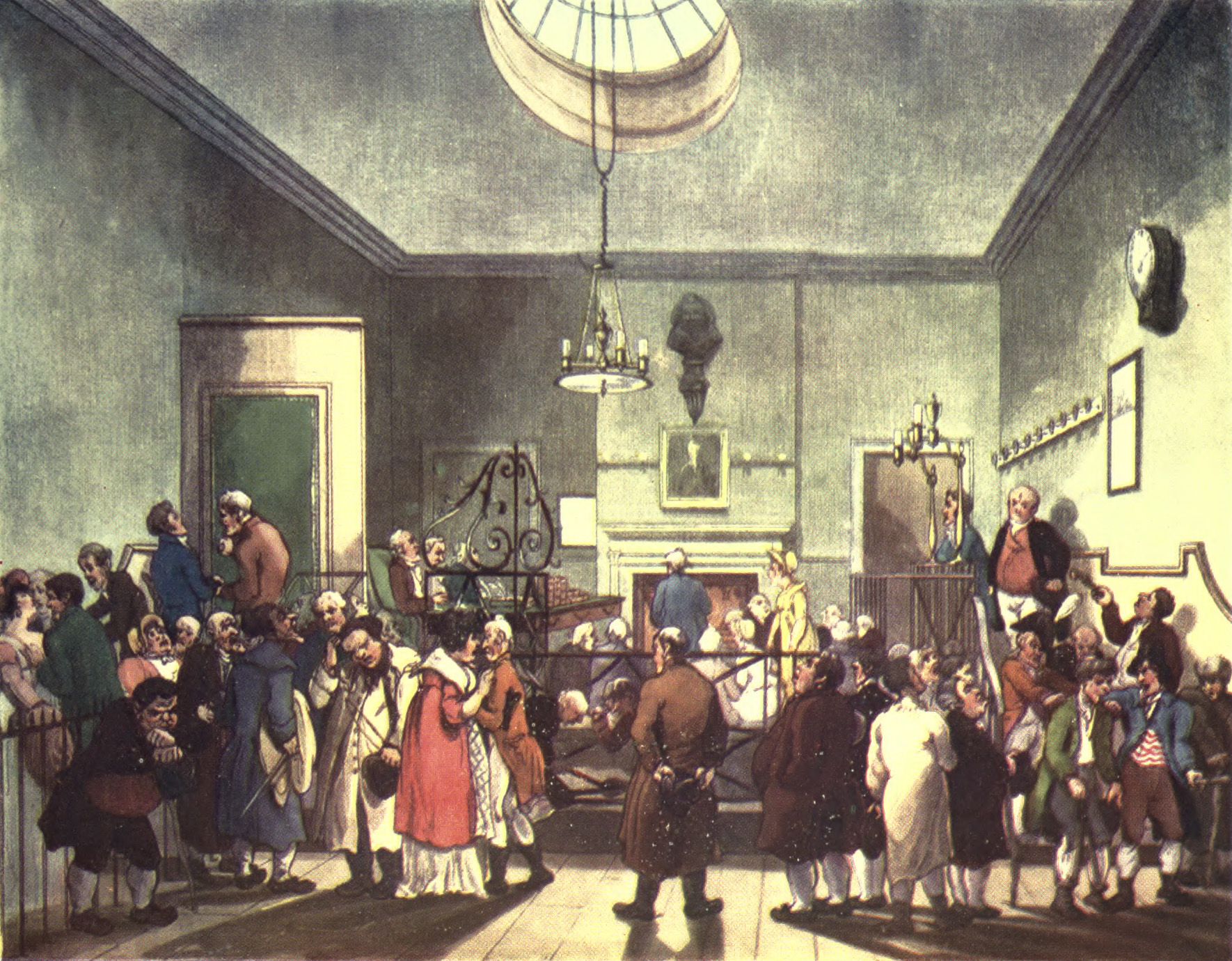
Le tribunal du 4 Bow Street (Rowlandson et Pugin, 1808).

Après cette deuxième guerre, le périodique se préoccupe de sujets d'actualité consensuels, en général littéraires et sociaux, mais Fielding garde le même ton ironique, non pas celui de Joseph Andrews ou de Tom Jones, feutré, subtil, parfois taquin, mais plutôt celui d'Amelia ou de son Enquiry de 1751, acerbe et sarcastique, un essai percutant sur la criminalité ambiante,.
Fielding, cependant, reste d'humeur sombre, se sent malade, est rongé par la goutte, ne supporte plus guère « le spectacle de tous ces pauvres malheureux qui paraissent devant lui » dans son tribunal de Bow Street,. De plus, à partir du mois de juillet, les ventes du périodique chutent ; le 4, il décide de le rendre hebdomadaire : la publicité s'en fait d'autant plus rare et les colonnes se rétrécissent à de brefs comptes rendus factuels des affaires judiciaires en cours. Dans le numéro 72, Fielding annonce :
« I shall here lay down a paper which I have neither inclination nor leisure to carry on any longer. »
« Et j'arrête ici un journal que je n'ai plus le cœur ni le temps de poursuivre plus longtemps. »
Ainsi disparaît The Covent-Garden Journal le 25 novembre 1752.

## Une vie après la fin
Fielding eut encore deux années à vivre, qu'il employa à réviser certains de ses écrits, en particulier L’Histoire de la Vie de Feu Mr. Jonathan Wild le Grand (The History of the Life of the Late Mr Jonathan Wild the Great), inclus dans le troisième volume de Miscellanies, Amelia et, curieusement, The Covent-Garden Journal. Bertrand A. Goldgar pense que cette sollicitude envers ce périodique pourtant secoué de crises et somme toute peu glorieux, trouve sa source dans le souci hantant le grand écrivain qui, se sentant diminué et promis à une fin relativement proche, garde désormais les yeux fixés sur la postérité et s'efforce de se garantir une renommée durable qui retiendrait pour de futures éditions complètes, outre les œuvres de fiction, les écrits journalistiques rivés au quotidien et, par définition, éphémères.
Pour autant que cela se sache, ce n'est que The Covent-Garden Journal qui bénéficie de ses soins. Sans doute avait-il pris sa mission de « Lord Censeur de la Grande-Bretagne » (Knight Censor of Great-Britain) très à cœur, et considérait-il que ses efforts dans ce domaine valaient d'être mis à la disposition de « ceux qui ne m'ont jamais connu ni même vu, et que je ne connaîtrai ni ne verrai jamais »,.

## Citations

### Citations du texte original
1. ↑  « to hold any further correspondance with the gayer Muses ».
2. ↑  « However vain and romantic the attempt may seem, I am sanguine enough to aim at serving the noble interests of religion, virtue, and good sense, by these my lucubrations ».
3. ↑  « hack-writers of Grub Street »
4. ↑  « Are none but the bastards of our great-ones to have the benefit of it? ».
5. ↑  « The following Letter which was sent to the Justice by an unknown Hand, hath been transmitted to us; and tho' perhaps some Points are carried a little too far, upon the whole I think it a very sensible Performance, and worthy the Attention of the Public ».

### Citations originales des commentateurs
1. ↑  The enclosed is a paper generally given to Mr. Fielding, as the author. The humor that is in it is at least akin to his. It may possibly divert you & your company.
2. ↑  « originally […] a street [...] inhabited by writers of small histories, dictionaries, and temporary poems, whence any mean production is called grubstreet ».
3. ↑  « A Faithful Narrative of the base and inhuman Arts that were lately practised upon the Brain of Habbakuk Hilding, Justice […] who now lies at his own House in Covent-Garden, in a deplorable State of Lunacy; a dreadful Monument of false Friendship and Delusion »
4. ↑  « seems to reveal a lurking fascination with the oldest profession […] oscillating between outrage and sympathy, humor and lechery ».